# Mágha púdzsá
A mágha púdzsá, makha bucsa vagy tabodve teliholdja (burmai: တပို့တွဲလပြည့်နေ့; khmer: មាឃបូជា, Meak Bochea; lao: ມະຄະບູຊາ; thai: มาฆบูชา) fontos buddhista fesztivál, amelyet Kambodzsában, Laoszban és Thaiföldön a Mágha hónap, Burmában pedig a Tabodve hónap teliholdjakor ünnepelnek. Az ünnepnap spirituális céljai a következők: nem követni el semmilyen rossz cselekedetet; csak jót cselekedni; megtisztítani a tudatot. A mágha púdzsá nemzeti ünnep Kambodzsában, Laoszban, Burmában és Thaiföldön. Ilyenkor a buddhisták elmennek a templomaikba és különféle érdemszerző tevékenységeket folytatnak.

## Etimológia
Thai nyelven a harmadik holdhónap neve makha (páli: mágha). Abucsa is thai szó (páli: púdzsá), melynek jelentése "tiszteletet tenni". Így áll össze a kifejezés, amely egy olyan ünnepségre vonatkozik, amelyben Gautama Buddha és a tanításai előtt tisztelegnek az emberek.

## Eredete

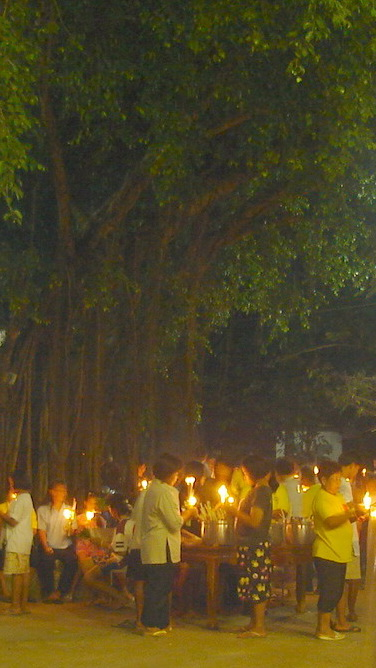
Mágha púdzsá nap a Vat Khung Taphao templomban, Uttaradit tartomány, Thaiföld.

A mágha púdzsá nap négy legendás kedvező alkalmat jelöl, amelyek a Veḷuvana bambusz ligetben történtek, Rádzsagaha közelében, India északi részén, Buddha megvilágosodása után tíz hónappal. A páli kánon részét képező Mahászamaja-szutta (Dígha-nikája 20) négy varázslatos esetet mesél el:
1. Azon az estén meghívás nélkül 1250 tanítvány ment el, hogy találkozzon Buddhával.
2. Mindegyikőjük Arhat, azaz megvilágosodott személy volt és mindegyikőjüket Buddha vette fel a szerzetesi közösségbe (szangha).
3. Buddha átadta az arhatoknak a buddhizmus fő elveit, amelyet úgy neveznek, hogy "ovadapatimokha".[1] A fő elvek a következőek voltak: hagyjanak fel minden gonosszal, cselekedjenek jót és tisztítsák meg a tudatukat. Thaiföldön ezt a tanítást úgy nevezik, hogy a "buddhizmus szíve".
4. telihold volt.

## Önmegtartóztatások

### Burma (Mianmar)
Burmában a mágha púdzsáz a  tabaung teliholdjának' vagy a tabodve telihold napnak (burmai: တပို့တွဲလပြည့်နေ့) nevezik. Ez egy hagyományos, érdemszerző nap a buddhisták számára. A tabottval az év utolsó előtti hónapja a hagyományos burmai naptár szerint. Az ország legnagyobb pagoda fesztiválja, a Svedagon pagoda fesztivál, ennek a hónapnak az újholdjakor kezdődik és egészen a teliholdig tart. A fesztivál első eseménye a nakjake sicu szertartás, amelyben felajánlásokat tesznek a 28 buddhának (Tanhankarától Gautamáig). Ezt követi a 10 napos, megállás nélküli Pathana recitálás, amely a világi jelenségek 24 okáról szóló buddhista írás.
Ezen a napon több pagoda is rendez fesztivált, közte a Sve Szettav pagoda a Magve régióban, illetve az Alaungdav Kathapa pagoda, az Alaungdav Kathapa Nemzeti Park közelében. A tabaung telihold napja egybeesik a pao nép nemzeti ünnepnapjával, amelyet hagyományosan Szurijacsanda király születésnapján tartanak.

### Thaiföld
1. A magha telihold estéjén minden thai templom gyertyás körmenetet tart, amelyet úgy neveznek, hogy vian thian. Virágokat,  flowers, tömjént és égő gyertyákat tartva az óramutató járásával egyező irányban háromszor megkerülik a beavatási termet (uboszot), amely a három drágaságot jelképezi: Buddha, Dharma és Szangha.
2. tham bun: érdemszerzés oly módon, hogy templomba mennek és speciális önmegtartóztatásokat tesznek.
3. rap szin': az öt fogadalom betartása, a lemondás erényének gyakorlása, a nyolc fogadalom, meditációs gyakorlatok és mentális fegyelemtartás, időtöltés templomokban, fehér ruha viselése néhány napig.

## Külső hivatkozások
- Az Mahászamaja-szutta szövege és angol fordítása
- Szótár